# Кулураки
Кулураки (греч. κουλουράκια, IPA: [kuluˈraca]; ед. ч.: κουλουράκι) — традиционное греческое печенье, которое обычно выпекают на Пасху и едят после Великой субботы.
Кулураки — печенье на масляной основе, с яичной глазурью сверху. Они имеют сладкий нежный вкус с оттенком ванили. В тесто часто добавляется гвоздика для придания аромата, а также апельсиновый сок. Сверху обычно посыпаются семенами кунжута. Отличительная особенность — кольцевидная форма. Само слово является уменьшительной формой для обозначения небольшой круглой булки хлеба или спасательного круга.
Выпечка может быть в виде плетёных кружочков, закрученных шпилек, восьмёрок, венков, подков или греческих букв, при этом по традиции они имеют форму змеи. Печенье обычно едят с утренним кофе или послеобеденным чаем. Как и все кондитерские изделия, кулураки обычно хранятся в сухом месте: в банке с закрывающейся крышкой.

## История
Кулураки в Греции готовили ещё со времен минойской цивилизации. Минойцы придавали этой выпечке форму маленьких змей, потому что они поклонялись змее за её целебные свойства.